# Joseph Jones (baloncestista)
Joseph Costello Reshawn Jones (n. 21 de marzo de 1986, Normangee, Texas) es un jugador de baloncesto estadounidense. Con 2.04 de estatura, su puesto natural en la cancha es el de pívot que actualmente forma parte de la plantilla del Beirut Club de la liga de Líbano.

## Trayectoria
En su época universitaria en Texas A&M hizo unos buenos números, pero nunca llegó a ser drafteado para la NBA por su comportamiento indisciplinado.

Tras 4 temporadas como universitario decide probar suerte fuera de Estados Unidos y ficha por el Oyak Renault de la liga turca. Después de una temporada viaja a Francia para firmar por el STB Le Havre, ahí promedia 9,1 puntos en su primer año, y en el segundo 12,5 puntos.

En la temporada 2011-12 firma por el conjunto israelí del Hapoel Gilboa Galil, ahí obtiene la liga balcánica y promedia 13,6 puntos, 3,1 rebotes, y 1,6 asistencias con una media de 24 minutos disputados por encuentros. Además, es nombrado como MVP de la Final Four del campeonato.

En septiembre de 2012 firma por el Basket Zaragoza 2002, donde estuvo dos temporadas a las órdenes de José Luis Abós, promediando 8.7 puntos, 4.4 rebotes y 0.7 asistencias para 8.4 de valoración en los 71 partidos que disputó como caísta.
La temporada 2014-15 jugó en el Hapoel Jerusalem donde aportó 8.6 puntos y 5.0 rebotes con el que se proclamó sorprendente campeón de la liga israelí, y 12.0 puntos y 3.6 rebotes en la Eurocup.
En la siguiente temporada, en noviembre de 2015, el Iberostar Tenerife se hace con los servicios de Jones y gracias a la predisposición mostrada por el Basket Zaragoza 2002, entidad que tenía los derechos de tanteo sobre el jugador para su vuelta a la ACB, para alcanzar un rápido acuerdo al respecto. 